# Lymeon variicoxa
Lymeon variicoxa är en stekelart som först beskrevs av Szepligeti 1916.  Lymeon variicoxa ingår i släktet Lymeon och familjen brokparasitsteklar. Inga underarter finns listade i Catalogue of Life.